# Boxer (sous-vêtement)
Pour les articles homonymes, voir Boxer.

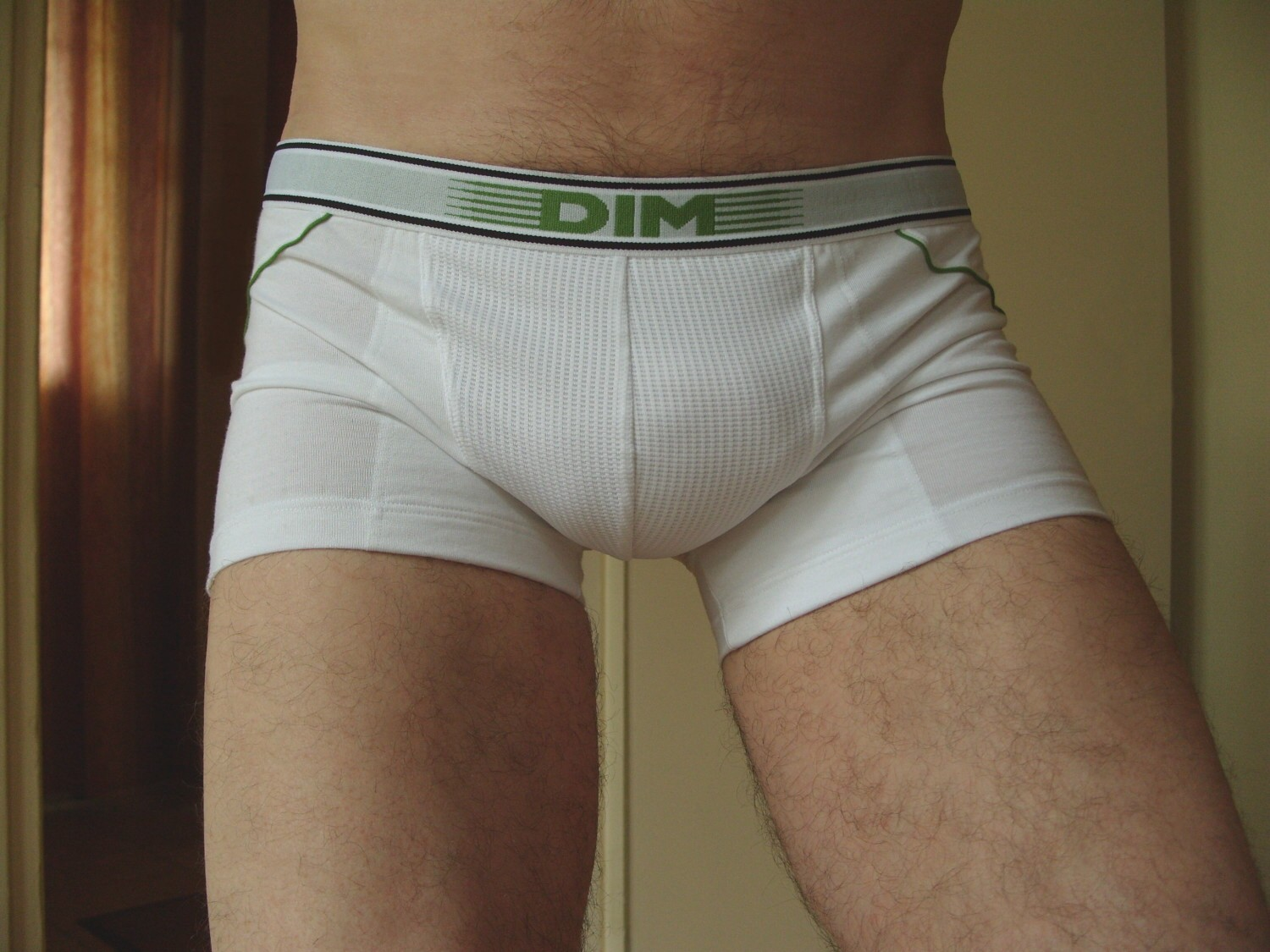
Un homme en boxer.

Le boxer ou boxer short (littéralement short du boxeur) est un type de sous-vêtement qui, s'il peut être porté par les femmes, est principalement masculin. Il n’est pas à confondre avec le shorty, principalement porté par les femmes[réf. nécessaire].

## Description et faux-ami

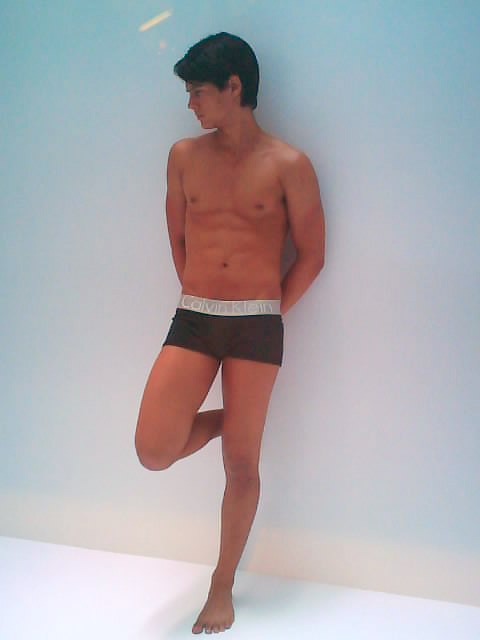

Un boxer est un sous-vêtement en jersey (coton, polyamide, élasthanne) plus long qu'un slip, car pourvu de jambes mais offrant, pour l'homme, un maintien similaire à ce dernier. Au contraire du caleçon, il n'est pas flottant mais coupé près du corps. Ce vêtement est à ce titre présenté comme un compromis entre le slip et le caleçon.
C'est au cours des années 1990 que ce sous-vêtement s'est imposé comme objet de mode et comme support de marque, l'élastique de la ceinture la faisant apparaître sur l'extérieur. Il s'impose également comme objet de mode avec l'arrivée de la mode du sagging.
Les termes boxer et shorty sont fréquemment utilisés pour désigner le même vêtement, bien que le second soit théoriquement plus court et que l'appellation renvoie plus à une pièce de lingerie, donc féminine. Le « boxer fit » a une taille entre le boxer et le shorty. Le « boxçon » est un mélange de boxer et de caleçon.
Dans les pays anglo-saxons, le terme « boxer short » ou boxer fait référence à ce qui est communément nommé caleçon en France de nos jours, ce qui accroît la confusion sur la désignation du mot.
Le boxer masculin peut être pourvu de boutons. Le coton est la matière majoritairement utilisée, fréquemment de nos jours associé à l'élasthanne, mais un boxer peut également être confectionné à partir de laine, de modal ou d'autres matières notamment synthétiques.
En nylon ou en lycra, il est utilisé comme vêtement de bain.